# Februarie
ianuarie • februarie • martie  • aprilie  • mai  • iunie  • iulie  • august  • septembrie  • octombrie  • noiembrie  • decembrie

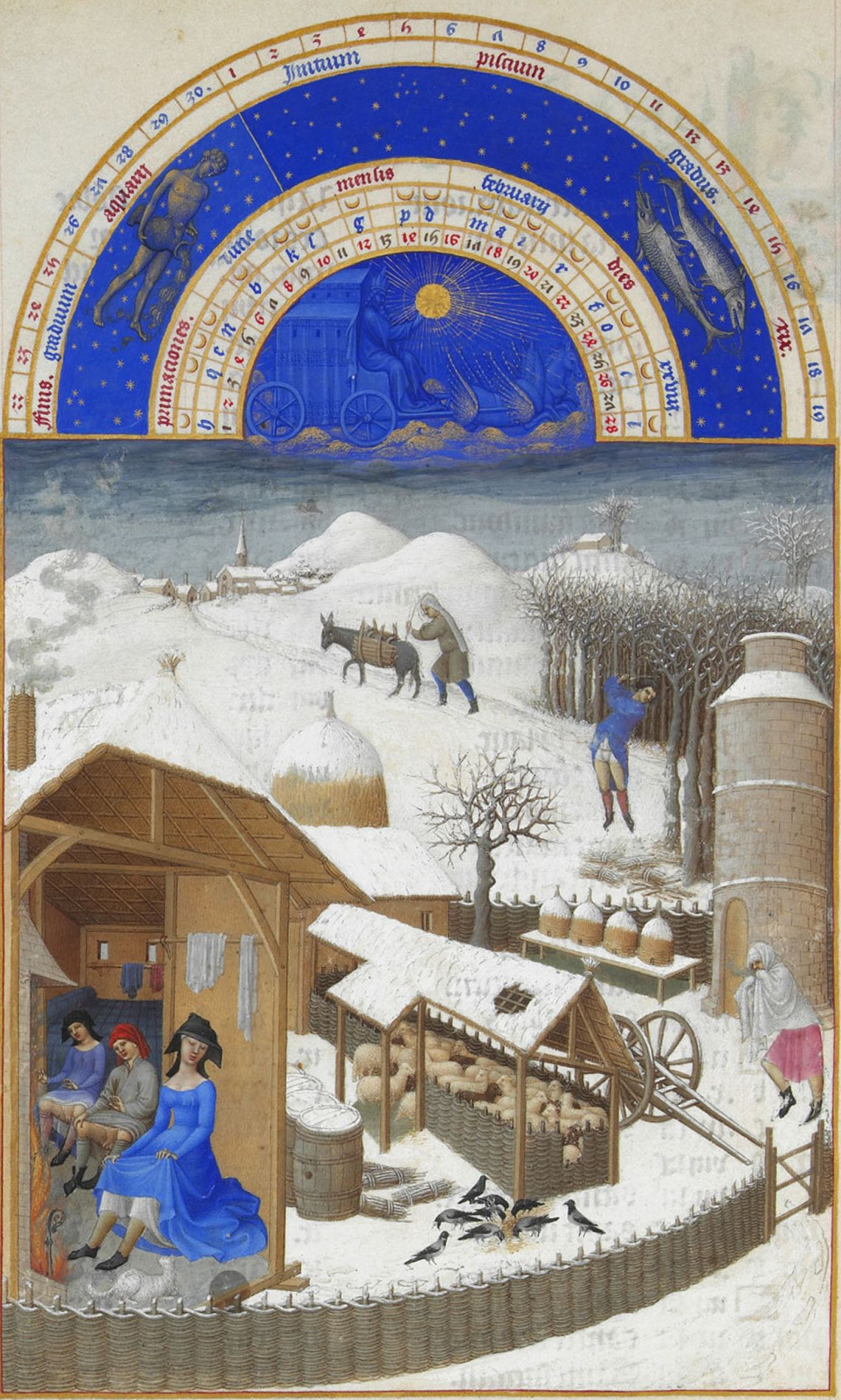
Februarie - Les Très Riches Heures du duc de Berry

Februarie este a doua lună a anului în calendarul Gregorian.
Este cea mai scurtă lună gregoriană, care are numai 28 sau 29 de zile. Luna are 29 de zile în anii bisecți; în ceilalți ani, luna februarie are 28 de zile.
Februarie începe (astrologic) cu soarele în constelația Vărsătorului și se sfârșește cu soarele în constelația Pești. Din punct de vedere astronomic, luna februarie începe cu soarele în constelația Capricornului și se sfârșește cu soarele în constelația Vărsătorului.
Numele lunii februarie (latină: Februarius, februum = mijloc de purificare, ofrandă, obiect folosit la ritualul purificării) - legat de ritualul curățirii ce se făcea anual la 15 februarie. Această lună era închinată zeului împărăției subpământene Februs.
Grecii numeau luna februarie Anthesterion. În România, luna februarie, popular, se numește Făurar.
Februarie începe cu aceeași zi a săptămânii ca și Martie și Noiembrie într-un an obișnuit și ca August într-un an bisect.
I.L.Caragiale spunea despre luna februarie: Carnavalul este în putere. Câți nu vor rămâne becheri se vor căsători. Balurile mascate vor hotărî pe mulți căsătoriți să pornească jalbă de despărțenie.

### Sărbători și obiceiuri
La 1 februarie se sărbătorește Trif cel Nebun (Trifonul), patronul omizilor, al tuturor insectelor periculoase pentru recolte (lăcuste în special). Ziua lui Trif trebuie ținută ca să nu se înmulțească omizile care distrug livezile. Livezile și grădinile se stropesc cu agheasmă, femeile dau de pomană câte o strachină de mălai sperând că acestea vor mânca mălaiul și vor salva culturile.
La 10 februarie se sărbătorește Sfântul Haralambie, care ținea ciuma legată cu un lanț iar când oamenii își pierdeau credința sau se înmulțeau prea mult, îi dădea drumul pe pământ. Dacă în ziua aceea era vreme urâtă sau ploua, se credea că va ploua încă alte 40 de zile.